# Gloria Montes
Gloria Montes (Buenos Aires, 28 de julio de 1925-18 de diciembre de 2021) fue una cantante y actriz cómica de cine, teatro y televisión argentina.

## Carrera
Hija de Rafael Montes, un ordenanza de Obras Sanitarias de la Nación, debutó sobre el escenario en 1945, cuando apenas tenía veinte años de edad en un concurso del Sevilla Colmao, donde cantó los temas La Lirio y El barquito.
De ascendencia española, Montes fue una actriz de reparto con una amplia trayectoria en los medios cinematográficos, televisivos y teatrales. Se destacó en varios filmes junto a aclamadas estrellas de la escena como Alberto Olmedo, Jorge Porcel, Adolfo Linvel, Susana Giménez, Moria Casán, Edda Díaz, Alberto Anchart, Don Pelele, Los Cinco Grandes del Buen Humor, entre muchos otros. En Perú llegó a trabajar con Nat King Cole.
En televisión debutó en 1953 con el programa Opera Atómica, junto con Tono Andreu, Gogó Andreu, Elsa del Campillo, Luis García Bosch y Víctor Martucci.
Comenzó a cantar coplas y tangos desde muy chica al presentarse en Sevilla Colmao acompañado de su primo y sin decirle nada a su madre que no le permitía cantar en público. Luego pasó al bares porteño "El Tronío" donde el compositor Francisco Marrodán, le hizo tres temas La Eufrasia, La Prudencia y Qué quieres de mí. Se lució no solo en teatro sino en famosos clubes nocturnos y cabarets como "El Marabú" donde compartía un show junto a Juan D’Arienzo y Pichuco.
En teatro comenzó su carrera en 1954 cuando ingresó al Teatro El Nacional en espectáculos de Carlos A. Petit, debutando con Pepe Arias. Se lució en el Teatro Maipo, Tabarís y en el Teatro Astral, y compartió escena con figuras como Olinda Bozán, Nélida Roca, Alfredo Barbieri, Nené Cao, Oscar Valicelli, Tato Bores, Beba Bidart, Pedrito Rico, Miguel de Molina, Vicente Rubino, Roberto García Ramos, entre otros. En 1991 cumplió 50 años de trayectoria escénica.
En televisión fue tal vez su papel de la esposa del actor Osvaldo Canónico, que la hizo reconocida en el popular programa Los Campanelli, que tuvo tal repercusión pública, que fue llevado a la pantalla grande en dos oportunidades: una en 1971 con El veraneo de los Campanelli, y otra en 1972]con El picnic de los Campanelli.
Se retiró a mediados de 1988]y regresó en 2008, con un espectáculo revisteril tras cumplirse cien años del teatro Maipo.
En 2014 la Fundación SAGAI le entregó una estatuilla en reconocimiento a su trayectoria.
Falleció por causas naturales a los noventa y seis años el 18 de diciembre de 2021.

## Filmografía
- 1955: Los peores del barrio
- 1971: El veraneo de los Campanelli
- 1971: La gran ruta
- 1972: El picnic de los Campanelli
- 1980: A los cirujanos se les va la mano
- 1981: Las mujeres son cosa de guapos[8]

## Televisión
- 1955:  La tercera diversión, junto a la "Compañía Argentina de Grandes Revistas", encabezada por Olinda Bozán y un gran elenco.
- 1953: Opera Atómica
- 1961/1966: Dr Cándido Pérez señoras
- 1971/1972: Los Campanelli
- 1971: Bikinis y plumas
- 1973: El Sangarropo
- 1973: El tango del millón
- 1981: La Botica del Ángel, donde solía imitar a Libertad Lamarque.
- 1981/1983: Matrimonios y algo más
- 1982: Casi una pareja
- 1982: El ciclo de Guillermo Bredeston y Nora Cárpena
- 1985: Bárbara
- 1985: Recreo 11
- 1991/1995: Los Benvenuto

## Teatro
- Buenos Aires versus París (1953), con la "Compañía Argentina de Grandes Revistas", con un amplio elenco en la que se encontraban Miguel de Molina, Alberto Anchart, Tito Lusiardo, Severo Fernández, Ubaldo Martínez, Alfredo Barbieri y Blanquita Amaro, entre otros.
- ¡Churros... amor y fantasía! (1955)
- Si yo fuera presidente (1956), estrenada en el Teatro El Nacional.[9]
- La pérgola de las flores, con Jorge Luz y Elena Lucena.
- Una vez por semana, de Alfonso Paso y Abel Santa Cruz, junto con Raúl Rossi.
- Criaturas adorables (1960), junto a Ubaldo Martínez, Maruja Montes, Alfredo Barbieri, Beba Bidart, Don Pelele, Rafel García, Oscar Villa, Oscar Valicelli, Lilian Valmar y Nené Cao.
- Coccinele en el Maipo (1962).
- ¡La vuelta al mundo en elefante! (1962).
- Del 62... lo mejor! (1962).
- El festival del Maipo (1962), junto a Dringue Farias, V. Rubino, Alfredo Barbieri, Zaima Beleño, Alba Solís y Nélida Roca.
- Verano 64 (1964) de Julio Porter, estrenada en el Teatro Maipo, con Zulma Faiad, Julia Alson, Norma Castelar y Susana Rubio.
- Presidente con cara de ángel se necesita! (1963).
- Estrellas en el Avenida (1964), con la  Cía. María Antinea junto a  Angelillo, Santiago Bal, Alberto Anchart, Julio Sosa, la Orq. de Leopoldo Federico, Chelo Moran, Pedrito Rico, Lino Montes, Antonio Berdiales, Sol y Terremoto, María del Pilar Lebrón, Lino Montes, Manuel Benítez Carrasco y Santiago González.
- La polvorienta (1971), escrita por Laura Saniez y Leda Valladares, con Alberto Fernández de Rosa, Ivonne Fournery, Cecilia Rossetto y Catalina Speroni.
- ¡Viva Viva el Musica Hall!
- Los cien rejóvenes años (1974), con Jorge Luz y Mecha Ortiz.[10]
- Nietos por contrato (1989), en el Cine Teatro Rex, junto a Silvia Peyrou, Tino Pascali y Orlando Carrió.
- Un hermano es un hermano (1991)
- Romerías en España (1992)
- Divas y reas en La Casona del Conde de Palermo (1997)
- Maipo siempre Maipo (2008)
- Lo mejor de la copla (2013), de Jorge Mazzini, junto con  Ana Acosta[11]

También formó parte del Teatro Presidente Alvear, donde actuó con Alba Solís, María de la Fuente y Yeni Patiño y con presentación de la Orquesta del Tango de Buenos Aires, con dirección de Carlos García y Raúl Garello. Esta temporada duró tres meses y fue interrumpida por el cambio de gobierno. Luego, por la Secretaría de Cultura de La Nación fue incluida en el Teatro Nacional Cervantes.

## Homenajes
En 2011 recibió el premio Podestá a la trayectoria.
En 2013 recibió un reconocimiento de SAGAI a la Trayectoria de Artistas del Medio Audiovisual mayores de 80 años.

## Vida privada
Estuvo casada desde 1960 hasta 2013 con un hombre ajeno a los medios, un cordobés, a quien conoció en Colombia en una de las obras que presentaba. Con él tuvo una hija y un hijo.